# Mercedes-Benz Classe CLK (Type 209)
La Mercedes-Benz Type 209 a succédé à la Mercedes-Benz Type 208 qui a été abandonnée en juin 2002 et elle appartient à la Classe CLK. La CLK était fabriquée en coupé (C 209) à l’usine Daimler de Brême, et en cabriolet (A 209) chez Karmann, à Osnabrück.

## Histoire
Techniquement, cette CLK est basée sur la plate-forme de la Classe C (Type 203). Bien que W 209 ne soit pas une désignation officielle de Mercedes-Benz, elle est utilisée comme terme collectif pour les variantes C 209 et A 209 de cette gamme. Environ 220 000 modèles ont été livrés depuis le lancement sur le marché à l’été 2002. La CLK coupé a été remplacée en mai 2009 par le modèle C 207 coupé basé sur la Classe C suivante. Le successeur du cabriolet a été présenté fin mars 2010.

## Carrosserie
De face, la carrosserie ressemble légèrement à celle de la Mercedes-Benz Classe SL (Type 230) et propose quatre places et un coffre de 435 l (coupé) ou 390 l (cabriolet). Le cabriolet (Type A 209) a une capote en tissu (dans les couleurs Schwarz, Blau ou Grau) qui peut être ouverte et fermée électro-hydrauliquement en 25 secondes.
La CLK est légèrement plus chère que la Classe C. Le coupé et le cabriolet ne sont disponibles qu’avec les deux lignes d’équipement Avantgarde et Elegance. Celles-ci ne diffèrent que peu les unes des autres, par exemple au niveau de la décoration intérieure ou des jantes spécifiques.

## Liftings

### 2005
En 2005 Mercedes-Benz a révisé la CLK pour la première fois :
- Nouvelle console centrale (nouveaux commutateurs, conceptions de radio avec un écran plus grand, nouveau levier/sélecteur de vitesses, etc.) ;
- Circuit amélioré et direction plus directe ;
- Nouveaux roulements de liaison sur les essieux avant et arrière, qui permettent un comportement plus agile dans les virages sans sacrifier le confort, et un stabilisateur renforcé sur l’essieu arrière ;
- Modèle spécial CLK DTM AMG coupé.

À partir de 2005, deux nouveaux moteurs diesel étaient disponibles : la CLK 220 CDI avec 110 kW (150 ch) ; et la CLK 320 CDI avec 165 kW (224 ch).
En juin 2005, il y a eu un lifting majeur :
- Nouveau tablier avant, nouvelle calandre et bandes de protection de bouclier carrées
- Nouveaux feux arrière
- Nouveau combiné d’instrumentations en blanc pour la finition d’équipement Avantgarde
- Nouvelles roues
- Meilleurs matériaux à l’intérieur
- Cuir avec coutures décoratives plus fines
- Modèle spécial CLK DTM AMG cabriolet
- Deux nouveaux moteurs étaient disponibles :
  - La CLK 280 avec 170 kW (231 ch)
  - La CLK 350 avec 200 kW (272 ch)

### 2006
À partir de 2006, deux nouveaux moteurs étaient disponibles :
- La CLK 500 avec 285 kW (388 ch)
- La CLK 63 AMG avec 354 kW (481 ch)

Nouvel ensemble d’équipements :
- Sport
- Styling
- AMG-Styling

### 2007
À partir de 2007, il y avait un nouveau moteur :
- La CLK 200 Kompressor avec 135 kW (184 ch)

Modèle spéciaux :
- Performance Studios d’AMG
- CLK 63 AMG Black Series avec 19 kW de puissance en plus

## Galerie

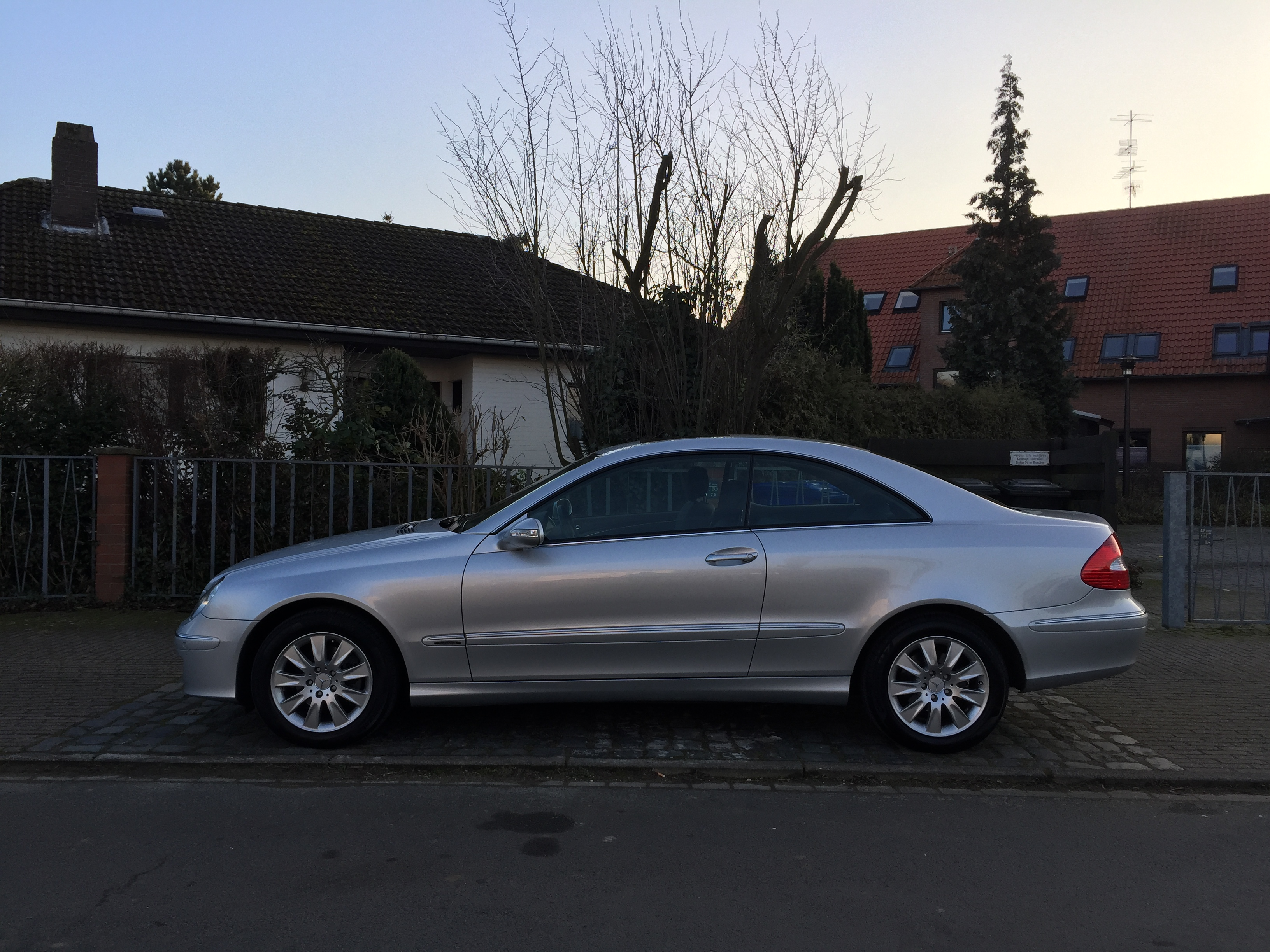
Mercedes CLK 200.
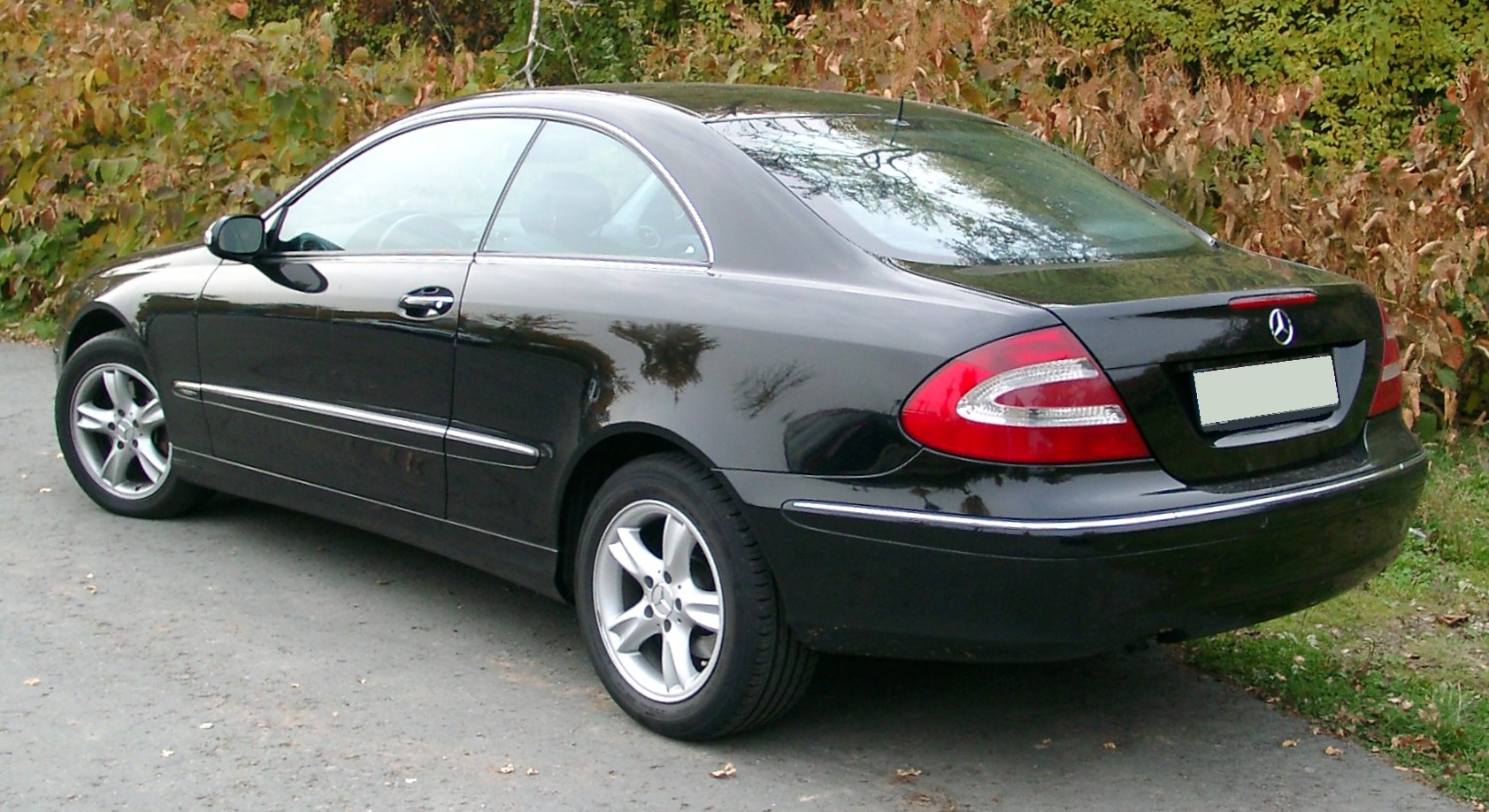
Mercedes CLK (vue arrière).
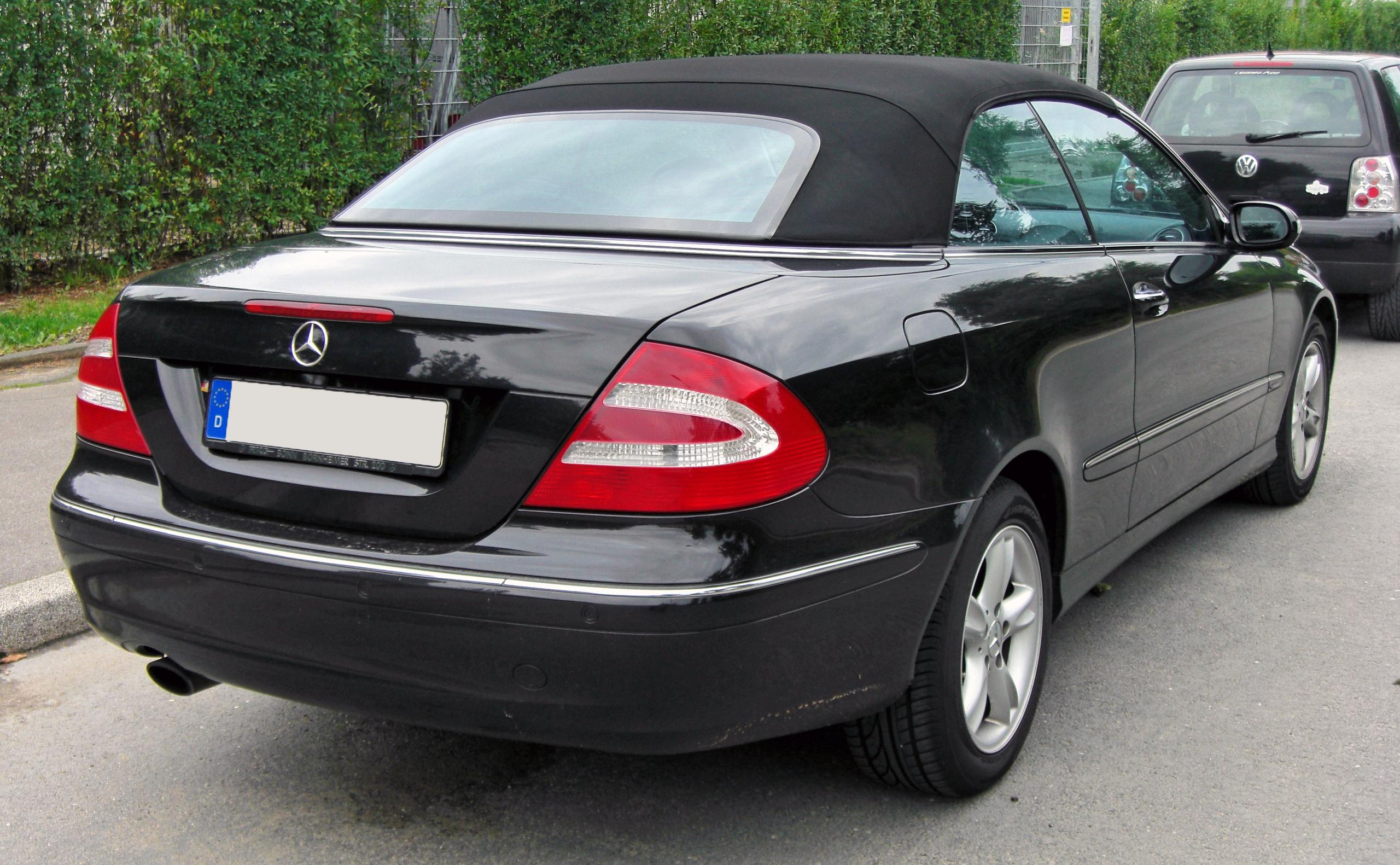
Mercedes-Benz CLK cabriolet (2003–2005).
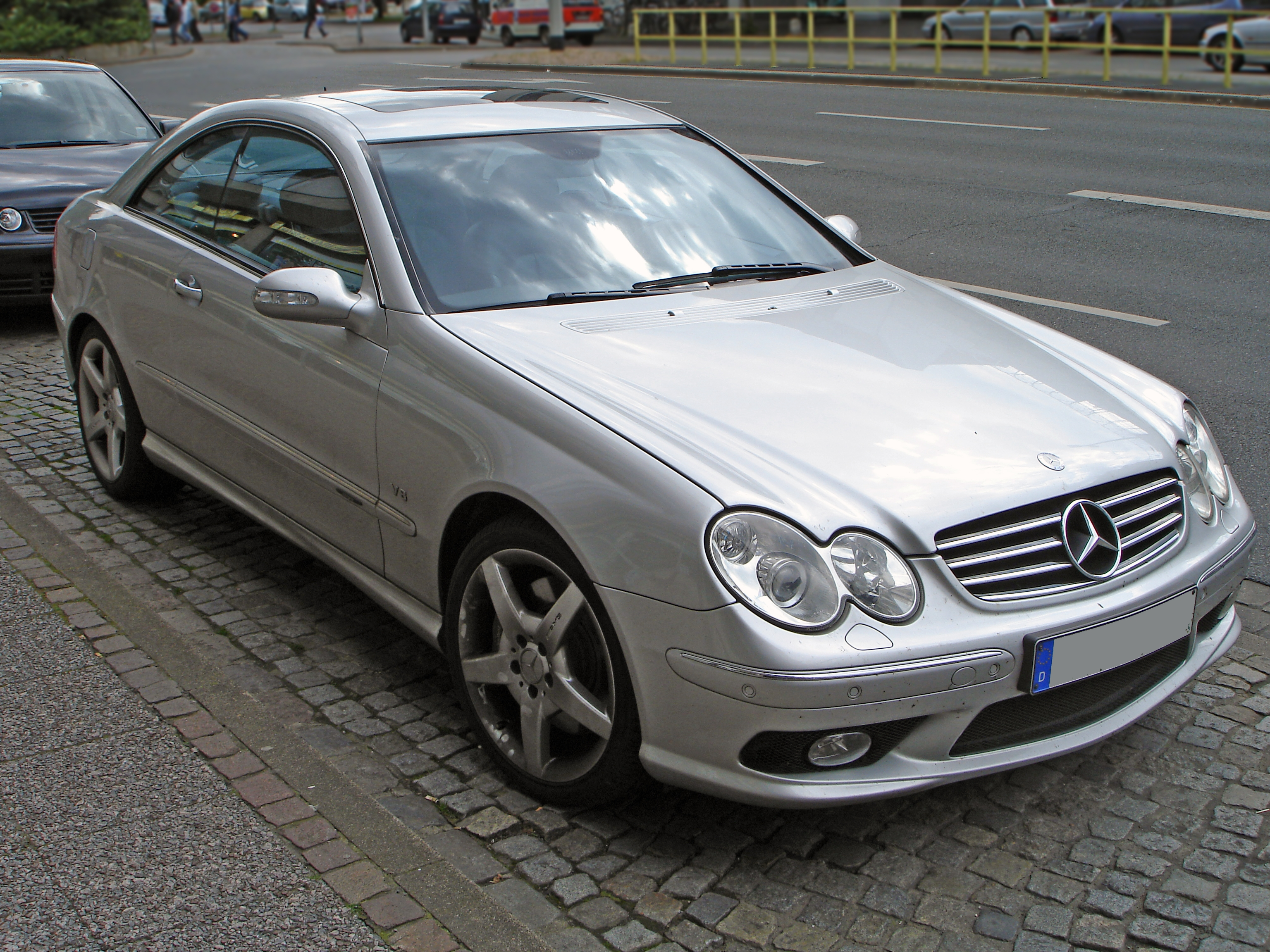
Mercedes-Benz CLK 500 coupé (2003–2005).
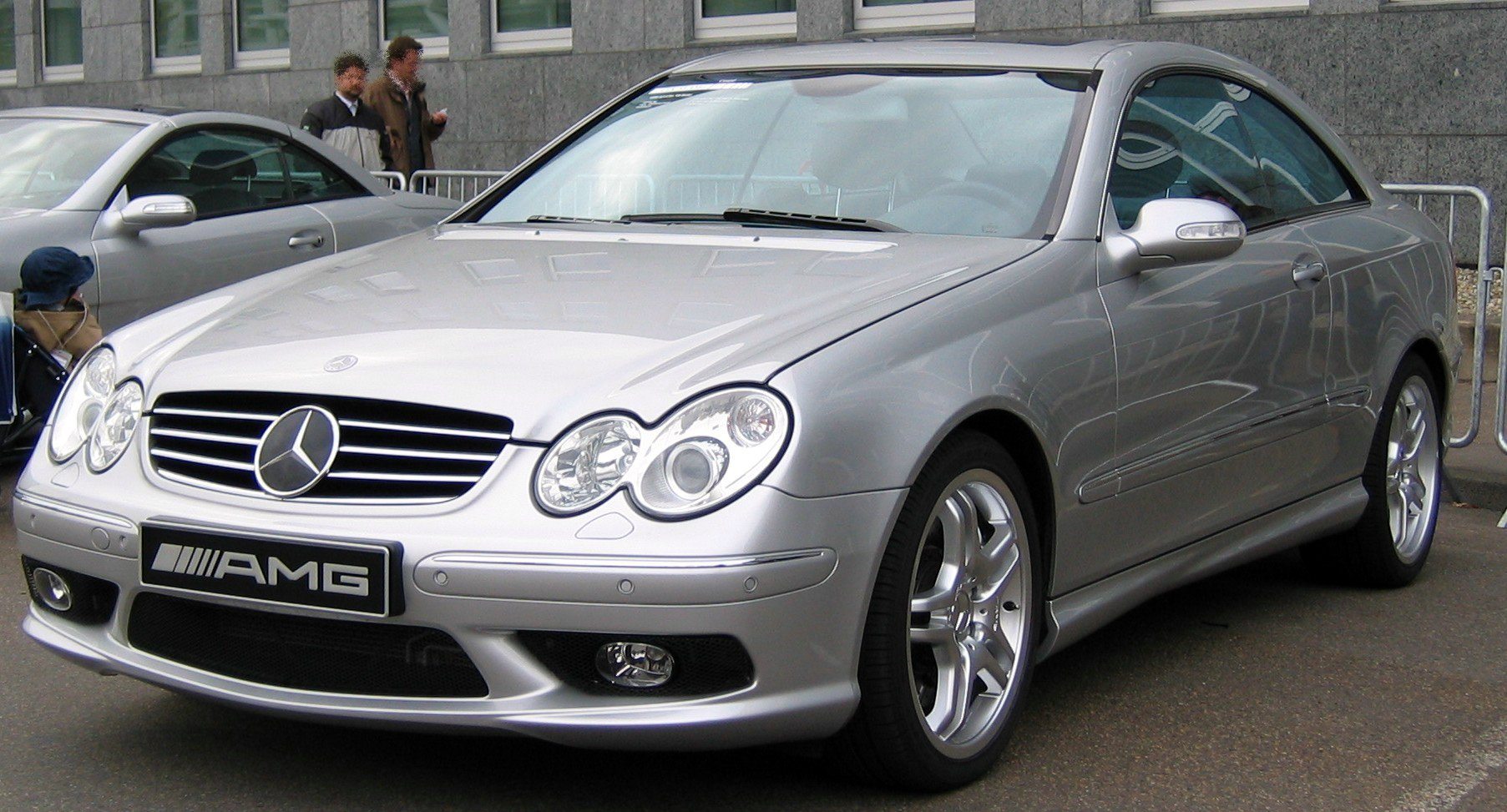
Mercedes-Benz CLK 55 AMG (2003–2005).
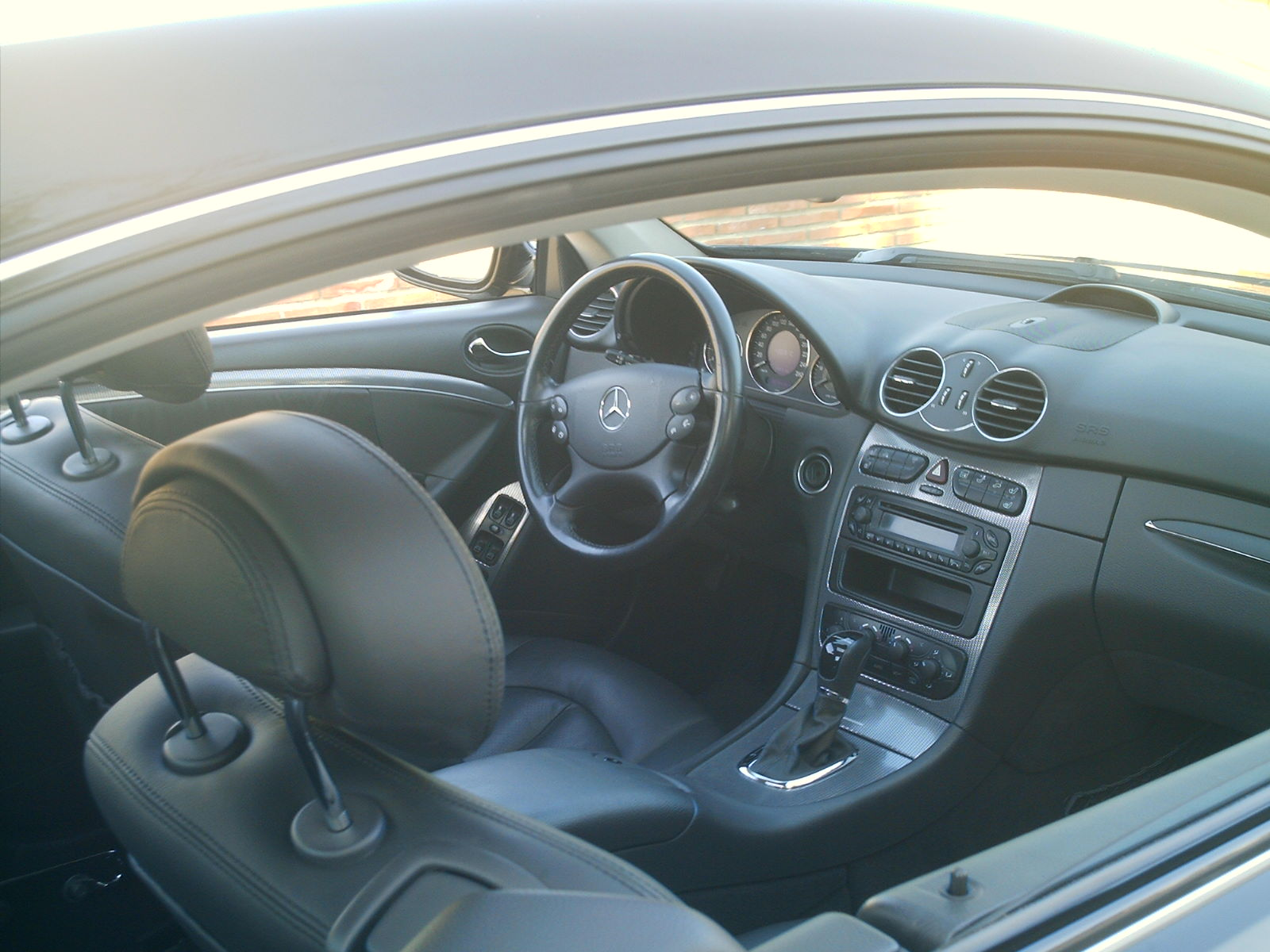
Mercedes-Benz CLK 55 AMG (intérieur).
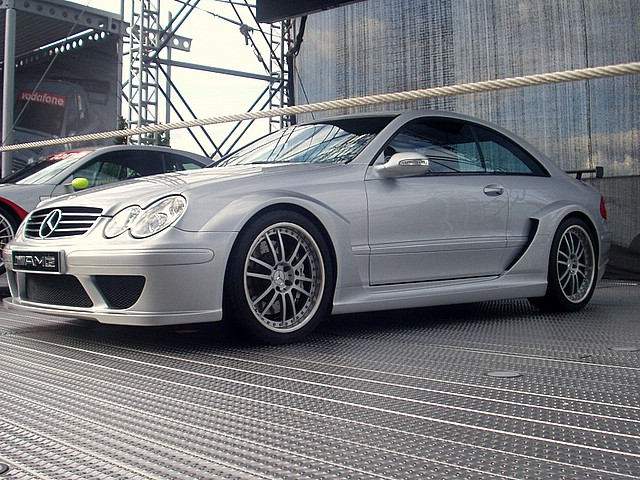
Mercedes-Benz CLK DTM AMG (2004).
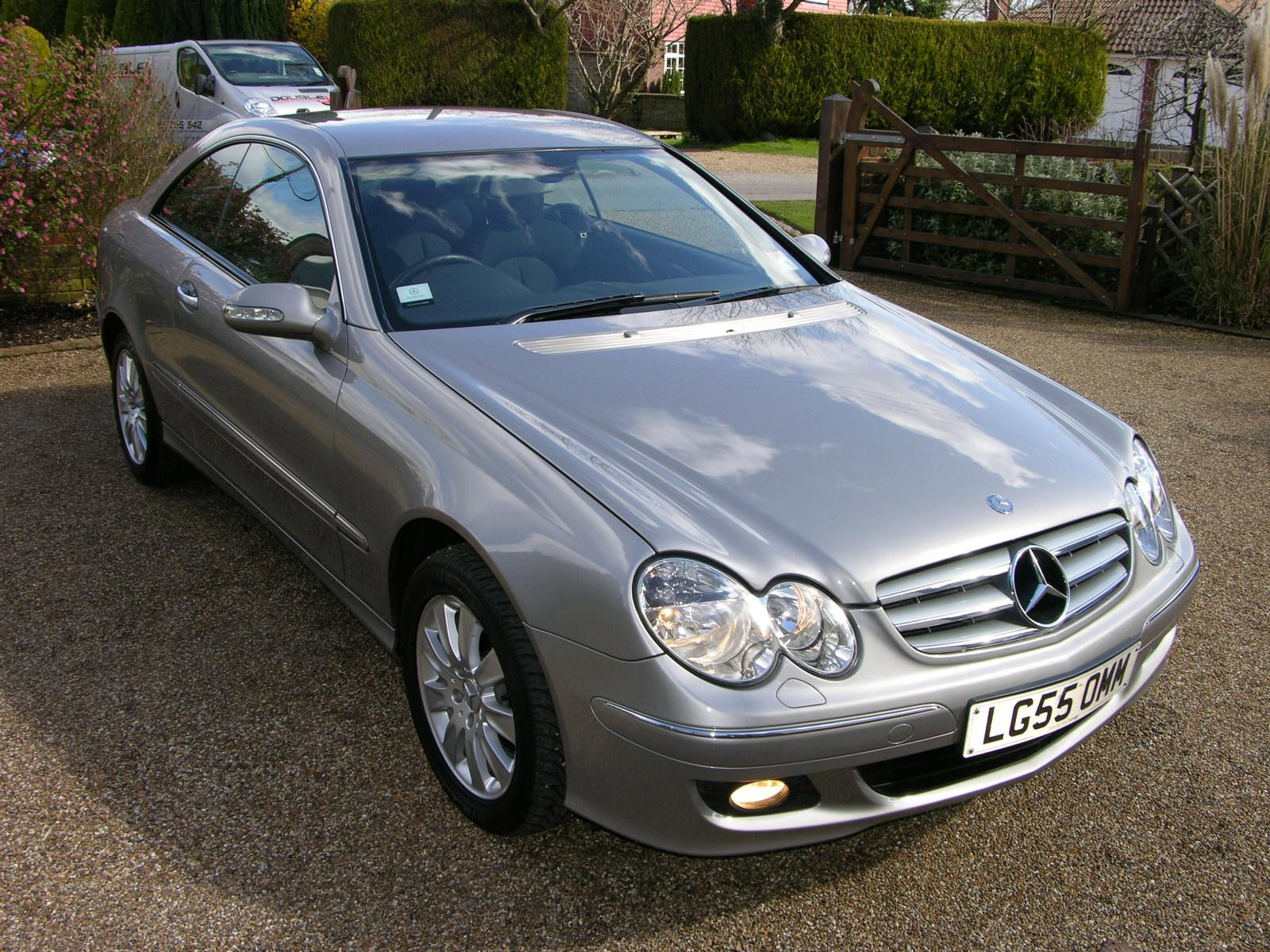
Mercedes-Benz CLK 200 Kompressor (2005–2009).
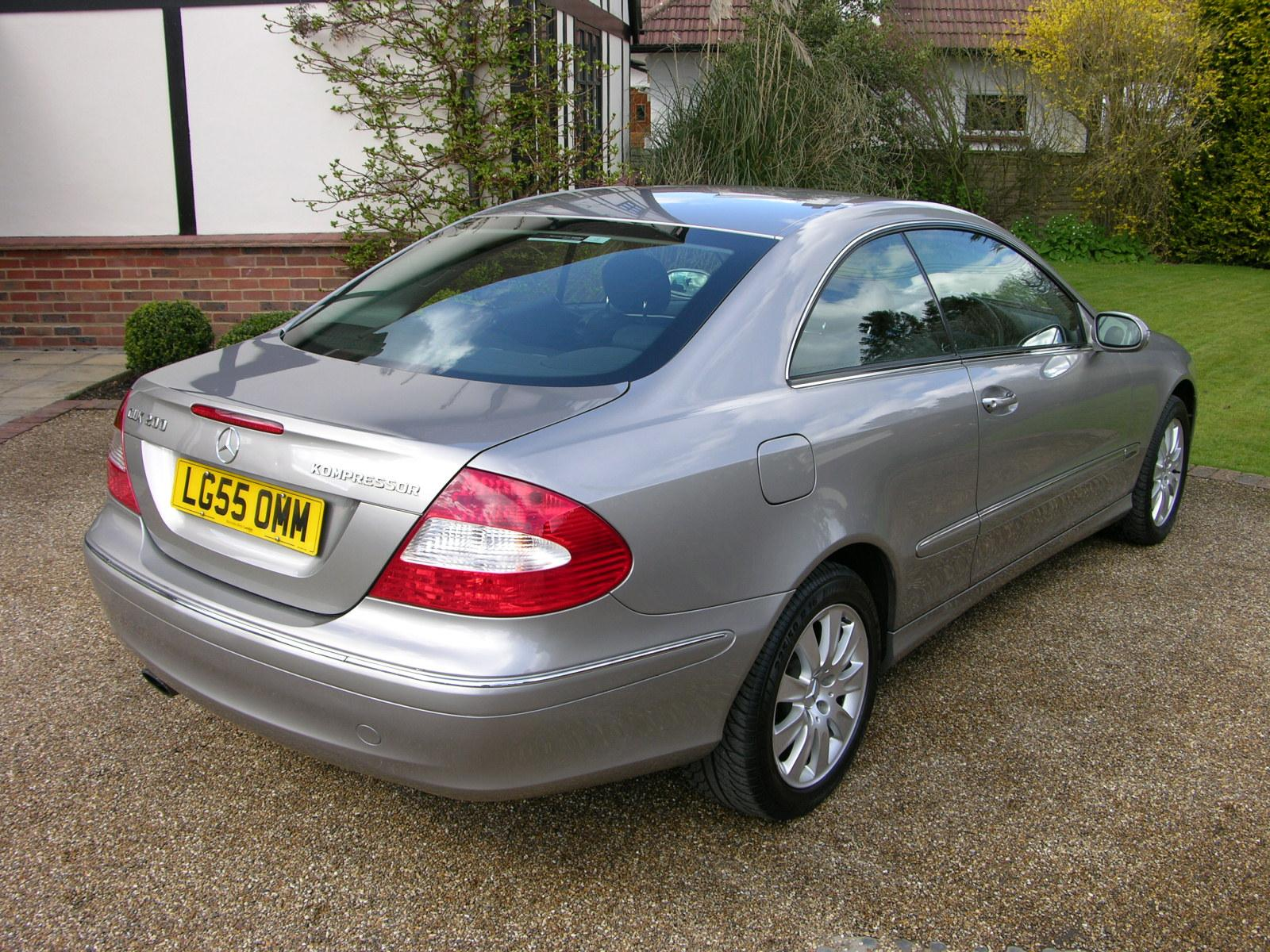
Mercedes-Benz CLK 200 Kompressor (vue arrière).
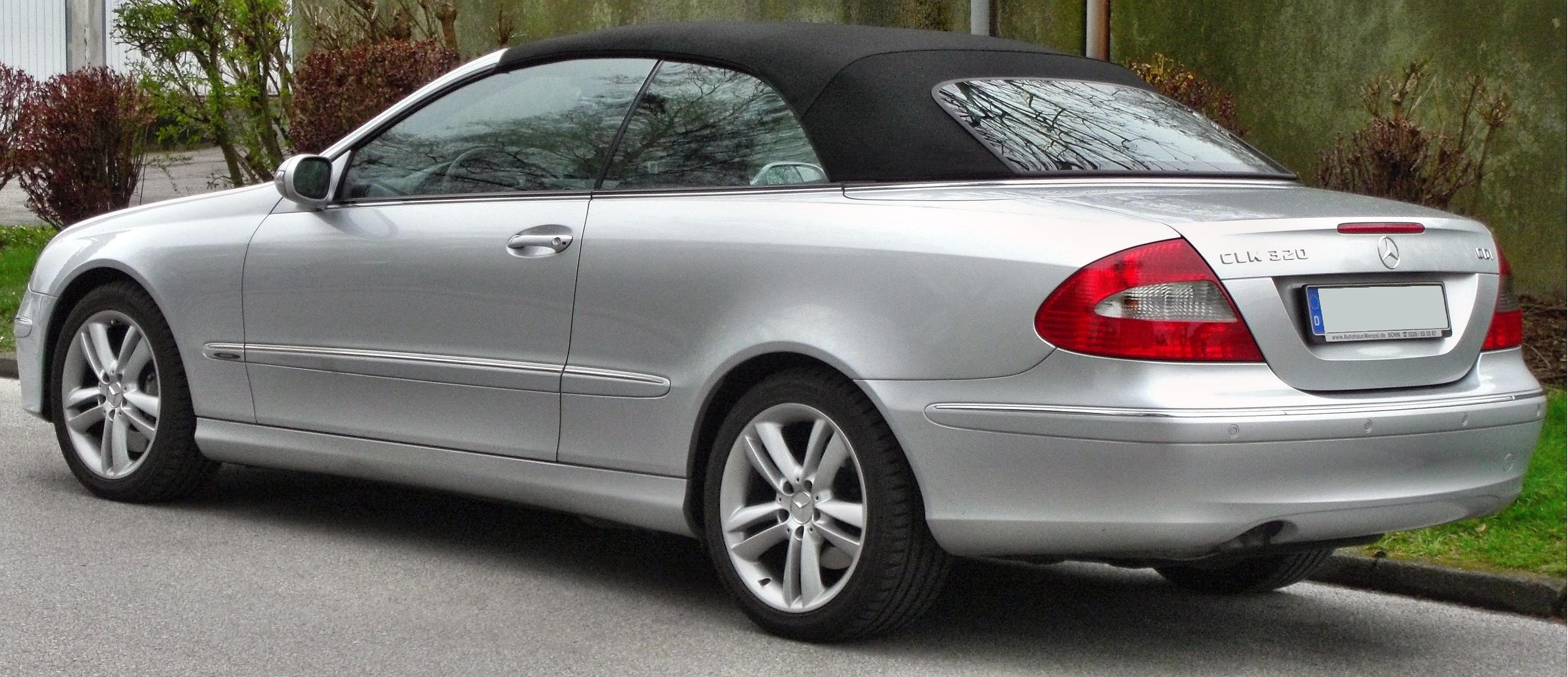
Mercedes-Benz CLK 320 CDI cabriolet (2005–2010).
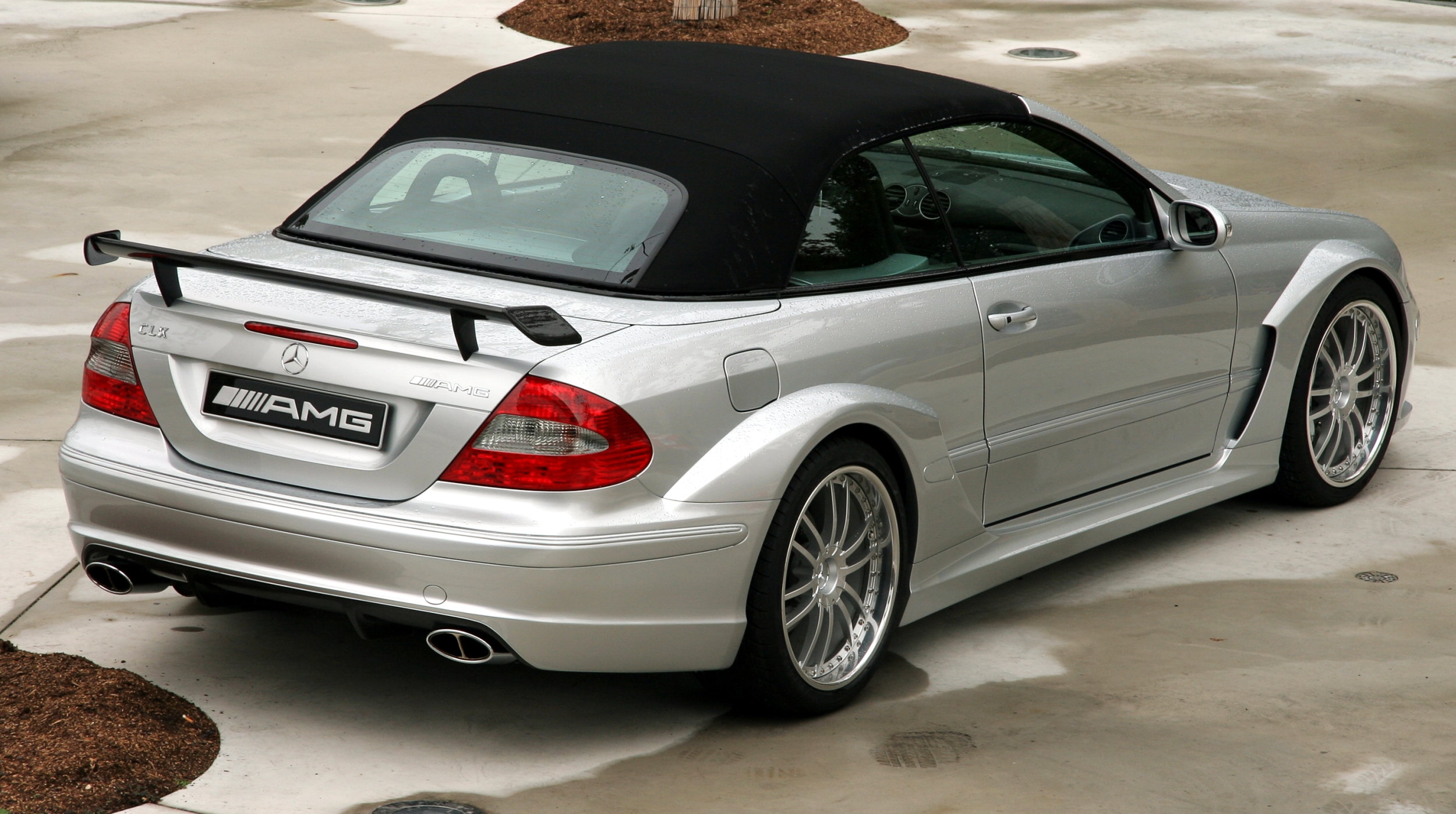
Mercedes-Benz CLK DTM AMG cabriolet (2005).
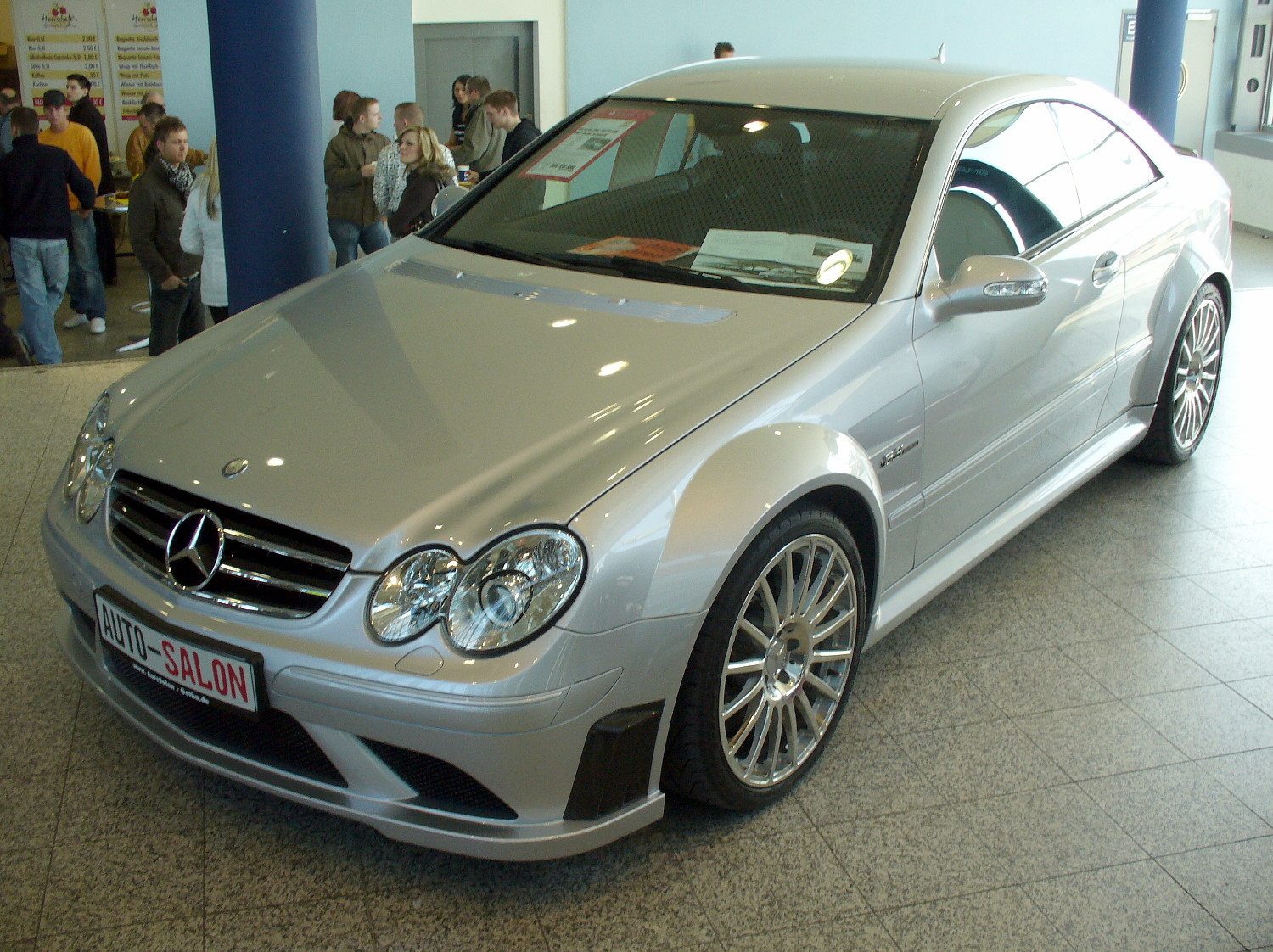
Mercedes-Benz CLK 63 AMG Black Series (2007–2009).
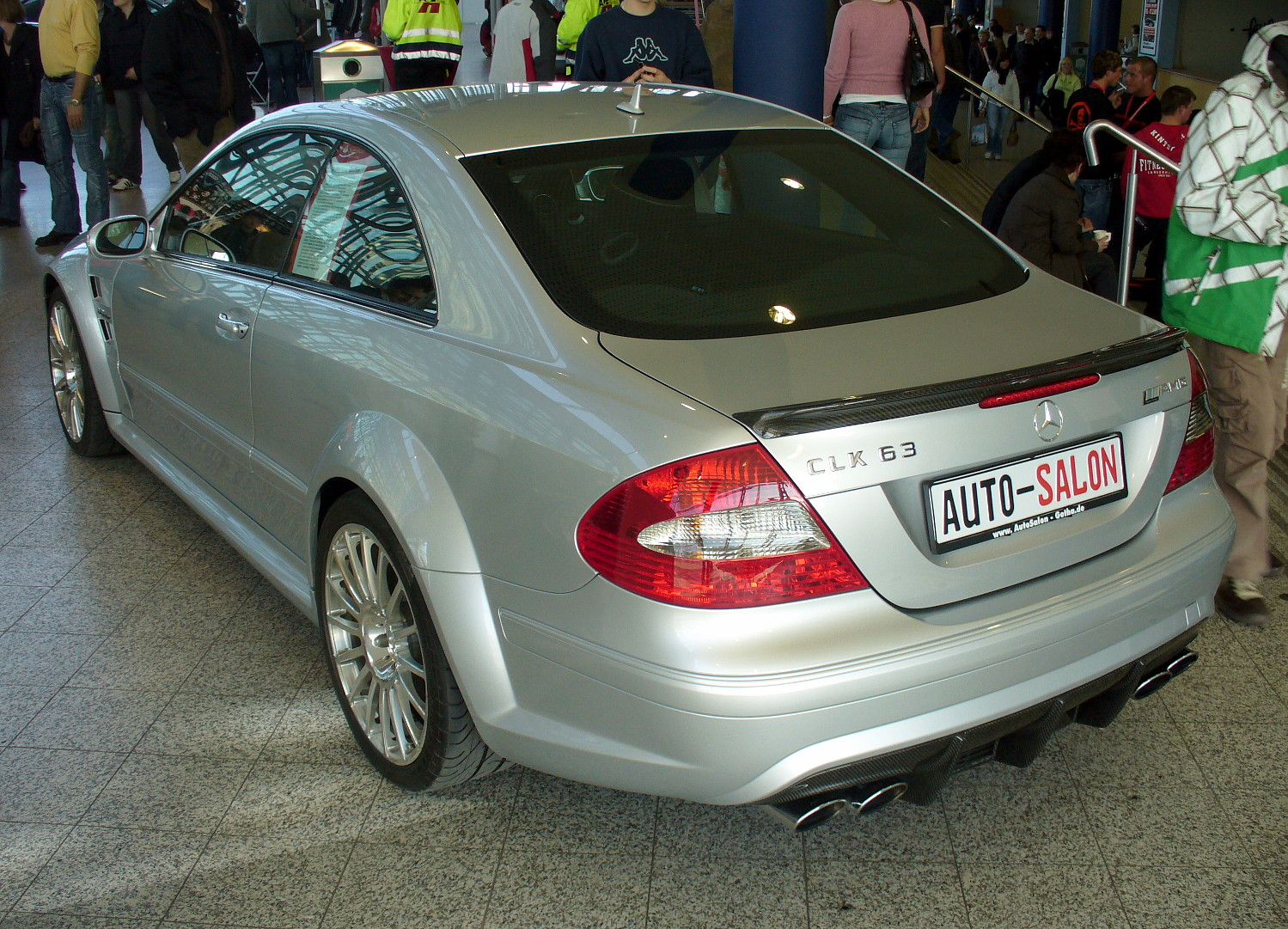
Mercedes-Benz CLK 63 AMG Black Series (vue arrière).